# Juraj Maljevec
Juraj Maljevec (2. ožujka 1734. Perudina – 20. siječnja 1812. Varaždin), hrvatski katolički svećenik, kapucin, prevoditelj i duhovni pisac
Potpisivao se je svojim redovničkim imenom Gregur, odnosno "p. Gregur kapuczin" ili kraticom "P.G.C". U 20. stoljeću prezime mu je bilo "standardizirano", pa je u nekim enciklopedijama i leksikonima navedeno kao "Maljevac".

## Životopis
Rođen je u Beloj krajini u hrvatskoj obitelji od majke Ane i oca Ivana. Školovao se je u Zagrebu i stupio u kapucinski red. Objavljivao je duhovno štivo za potrebe pastorala u Zagrebu i sjeverozapadnoj Hrvatskoj na tzv. kajkavskom književnom jeziku.
U pjesmi Horvat Horvatom horvatski govori upozoravao je Hrvate kakva im opasnost prijeti.
O njegovu je radu najviše pisao Vladoje Dukat, a ranije i August Šenoa, Stjepan Bosanac, Velimir Deželić, Nikola Andrić i Branko Drechsler.

## Djela
- 1768. Cabala to je na vszakoiachka pitanya kratki ter vendar prikladni odgovori vu horvaczkom jeziku na szvetlo dani od Ruga Raga Kaga Racze Den Turszki Pop ChtaVCzeM IsztInszko aLDVVanI. Vu Zagrebu: Naidesze pri posteexpeditoru Ivanu Vretscheru.
- 1771. Applausus excellentissimo illustrissimo ac reverendissimo domino domino Ioanni Baptistae Paxi, dono Dei et Apostolicae Sedis gratia episcopo Zagrabiensi […] pro festiva sacrae inaugurationis die oblatus a Zagrabiensi pp. Capucinorum conventu. Zagrabiae: Typis Antonii Jandera.
- 1781.  Trojverztna Marie Theresie, rimzke czeszaricze y apostolzke kralyicze krepozt vu vremenu mertvechkoga obszlusavanya tak od szlavne varmegyie kak od plemenitoga magistratussa: Dàn 16. meszecza proszincza leto 1781. vu farne sz. Marka czìrkve na gornyem kràlyevzkem i szlobodnem vàrassu Zagrebu obdersàvanoga: Na pervo poztavlyena od p. Gregura reda kapuczinzkoga prodekatora y szadassnyega za vreme guardiana. Vu Zagrebu: Pritizkana po Josefu Karolu Kotsche.
- 1789. Neztranchno vezdassnyega tabora izpiszavanye. Vu Zagrebu: Pritizk. pri Josefu Karolu Kotche.
- 1790. Naizvisseneissi Johan Erdodii na viszokv banalzkv chazt po Leopoldv izvissen. Vu Zagrebu: Pritizkano po Josefu Karolu Kotsche.
- 1793. Duhovni kalendar iz pobosne knisicze Tomassa od Kempis vzet 1793. V-Zagrebu: Pri Trattnern.
- 1795. Nebeszki pasztir pogublyenu ovczu ische. Vu Optuju: Pri Ferenczu Shüczu.
- 1800. Horvaczka od Kristussevoga narodyenya vittia. Vu Zagrebu: Novoszelzkimi szlovotizki.

## Vanjske poveznice
- Trojverztna Marie Theresie, rimzke czeszaricze y apostolzke kralyicze, krepozt vu vremenu mertvechkoga obszlusavanya tak od szlavne varmegyie kak od plemenitoga magistratussa (1781.), digitalna.nsk.hr
- Duhovni Kalendar iz pobosne Knisicze Tomassa od Kempis (1793.), books.google.hr
- Nebeszki pasztir pogublyenu ovczu ische (1795.), digitalna.nsk.hr